# Adriano Cevolotto
Adriano Cevolotto (Treviso, 29 de abril de 1958) é um padre católico romano italiano e bispo de Piacenza-Bobbio.
Adriano Cevolotto frequentou o seminário episcopal para meninos e depois completou seus estudos teológicos no seminário. Em 26 de maio de 1984, recebeu o sacramento da ordenação sacerdotal para a diocese de Treviso.
Após estudos posteriores na Faculdade de Teologia do Norte da Itália, obteve a licenciatura em teologia sistemática. Além de diversas tarefas no cuidado pastoral paroquial, ele se envolveu por muito tempo na formação de padres. Por muitos anos ele ensinou teologia sacramental no Seminário de Treviso, onde foi reitor de 2000 a 2005. Anteriormente, ele foi responsável pela formação contínua de jovens padres por dois anos. Desde 2014 é Vigário Geral da Diocese de Treviso.
O Papa Francisco nomeou-o Bispo de Piacenza-Bobbio em 16 de julho de 2020. O bispo de Treviso, Michele Tomasi, o consagrou episcopal em 26 de setembro do mesmo ano na igreja de San Nicoló em Treviso. Os co-consagradores foram seu antecessor Gianni Ambrosio e o Arcebispo de Modena-Nonantola, Erio Castellucci. A inauguração na Diocese de Piacenza-Bobbio ocorreu em 11 de outubro de 2020.